# Partecipanti al Giro di Sardegna 2009
Elenco dei partecipanti al Giro di Sardegna 2009.

## Corridori per squadra
Nota: R ritirato, NP non partito, FT fuori tempo.
| Lampre-N.G.C.                    | Lampre-N.G.C.                    | Lampre-N.G.C.                    | CSF Group-Navigare              | CSF Group-Navigare              | CSF Group-Navigare              | Vorarlberg-Corratec             | Vorarlberg-Corratec             | Vorarlberg-Corratec             |
| -------------------------------- | -------------------------------- | -------------------------------- | ------------------------------- | ------------------------------- | ------------------------------- | ------------------------------- | ------------------------------- | ------------------------------- |
| 1                                | Alessandro Ballan                | 3º                               | 51                              | Alessandro Bisolti              | 40º                             | 101                             | René Haselbacher                | R 3ª                            |
| 2                                | Matteo Bono                      | 67º                              | 52                              | Mauro Finetto                   | 13º                             | 102                             | Alexander Egger                 | R 1ª                            |
| 3                                | Marco Bandiera                   | 49º                              | 53                              | Tiziano Dall'Antonia            | 24º                             | 103                             | Reto Hollenstein                | 48º                             |
| 4                                | Mauro Da Dalto                   | 61º                              | 54                              | Marco Frapporti                 | 26º                             | 104                             | Daniel Musiol                   | 54º                             |
| 5                                | Mirco Lorenzetto                 | 20º                              | 55                              | Marcello Pavarin                | 58º                             | 105                             | Cristoph Sokoll                 | 83º                             |
| 6                                | Volodymyr Zagorodny              | 39º                              | 56                              | Mauro Abel Richeze              | 77º                             | 106                             | Matic Strgar                    | 84º                             |
| 7                                | Enrico Gasparotto                | 28º                              | 57                              | Guillermo Rubén Bongiorno       | R 2ª                            | 107                             | Alexander Gufler                | 85º                             |
| 8                                | Paolo Tiralongo                  | 25º                              | 58                              | Enrico Zen                      | 22º                             | 108                             | Josef Benetseder                | 70º                             |
| Liquigas                         | Liquigas                         | Liquigas                         | LPR Brakes-Farnese Vini         | LPR Brakes-Farnese Vini         | LPR Brakes-Farnese Vini         | Miche-Silver Cross-Selle Italia | Miche-Silver Cross-Selle Italia | Miche-Silver Cross-Selle Italia |
| 11                               | Daniele Bennati                  | 1º                               | 61                              | Danilo Di Luca                  | 46º                             | 111                             | Massimo Giunti                  | 11º                             |
| 12                               | Valerio Agnoli                   | 19º                              | 62                              | Gabriele Bosisio                | 31º                             | 112                             | Andrea Moletta                  | 33º                             |
| 13                               | Roman Kreuziger                  | 30º                              | 63                              | Lorenzo Bernucci                | 8º                              | 113                             | Pasquale Muto                   | 9º                              |
| 14                               | Claudio Corioni                  | 60º                              | 64                              | Matteo Montaguti                | 41º                             | 114                             | Przemysław Niemiec              | 16º                             |
| 15                               | Fabio Sabatini                   | 42º                              | 65                              | Alberto Ongarato                | 45º                             | 115                             | Rodrigo Garcia Rena             | 10º                             |
| 16                               | Ivan Santaromita                 | 86º                              | 66                              | Alessandro Petacchi             | 35º                             | 116                             | Edwin Carvajal                  | 75º                             |
| 17                               | Gianni Da Ros                    | R 5ª                             | 67                              | Daniele Pietropolli             | 14º                             | 117                             | Tomasz Marczyński               | 62º                             |
| 18                               | Oliver Zaugg                     | R 3ª                             | 68                              | Cristiano Salerno               | 52º                             | 118                             | Krzysztof Szczawinski           | R 5ª                            |
| Fuji-Servetto                    | Fuji-Servetto                    | Fuji-Servetto                    | Ceramica Flaminia-Bossini Docce | Ceramica Flaminia-Bossini Docce | Ceramica Flaminia-Bossini Docce | Amore & Vita-McDonald's         | Amore & Vita-McDonald's         | Amore & Vita-McDonald's         |
| 21                               | José Alberto Benítez             | 38º                              | 71                              | Filippo Simeoni                 | 64º                             | 121                             | Jurij Metlušenko                | R 5ª                            |
| 22                               | Iker Camaño                      | 36º                              | 72                              | Adriano Angeloni                | 69º                             | 122                             | Philipp Mamos                   | NP 4ª                           |
| 23                               | Jesús del Nero                   | 4º                               | 73                              | Maurizio Biondo                 | 27º                             | 123                             | Sergiy Grechyn                  | R 5ª                            |
| 24                               | Josep Jufré                      | R 5ª                             | 74                              | Giampaolo Caruso                | 32º                             | 124                             | Richard England                 | 66º                             |
| 25                               | Javier Meijas                    | 34º                              | 75                              | Leonardo Giordani               | 47º                             | 125                             | Jaroslaw Dabrowoski             | R 5ª                            |
| 26                               | Ricardo Serrano                  | 43º                              | 76                              | Mychajlo Chalilov               | 63º                             | 126                             | Sören Nissen                    | R 3ª                            |
| 27                               | Boris Špilevskij                 | R 5ª                             | 77                              | Alessandro Maserati             | R 5ª                            | 127                             | Chad Gerlach                    | R 5ª                            |
| 28                               | Davide Viganò                    | NP 4ª                            | 78                              | Bernardo Riccio                 | 81º                             | 128                             | Volodymyr Starchyk              | 37º                             |
| Acqua & Sapone-Caffè Mokambo     | Acqua & Sapone-Caffè Mokambo     | Acqua & Sapone-Caffè Mokambo     | Amica Chips-Knauf               | Amica Chips-Knauf               | Amica Chips-Knauf               | Team Piemonte                   | Team Piemonte                   | Team Piemonte                   |
| 31                               | Francesco Di Paolo               | 51º                              | 81                              | Santo Anzà                      | R 5ª                            | 131                             | Simone Bruson                   | 68º                             |
| 32                               | Francesco Masciarelli            | 18º                              | 82                              | Igor Astarloa                   | 50º                             | 132                             | Piergiorgio Camussa             | 12º                             |
| 33                               | Alessandro Fantini               | 74º                              | 83                              | Grega Bole                      | 6º                              | 133                             | Egidijus Juodvalkis             | 55º                             |
| 34                               | Francesco Failli                 | 23º                              | 84                              | Branislaŭ Samojlaŭ              | 82º                             | 134                             | Gediminas Kaupas                | R 5ª                            |
| 35                               | Ruggero Marzoli                  | 72º                              | 85                              |                                 |                                 | 135                             | Marius Kukta                    | 79º                             |
| 36                               | Andrea Masciarelli               | 59º                              | 86                              | Michał Gołaś                    | 7º                              | 136                             | Gediminas Bagdonas              | 80º                             |
| 37                               | Simone Masciarelli               | R 3ª                             | 87                              | Andrėj Kunicki                  | R 5ª                            | 137                             | Algirdas Mockus                 | 73º                             |
| 38                               | Luca Pierfelici                  | 44º                              | 88                              | Simone Cadamuro                 | R 5ª                            | 138                             | Ramūnas Navardauskas            | 56º                             |
| Serramenti Diquigiovanni-Androni | Serramenti Diquigiovanni-Androni | Serramenti Diquigiovanni-Androni | ISD-Neri                        | ISD-Neri                        | ISD-Neri                        |                                 |                                 |                                 |
| 41                               | Alessandro Bertolini             | 71º                              | 91                              | Giovanni Visconti               | 5º                              |                                 |                                 |                                 |
| 42                               | Manuel Belletti                  | 29º                              | 92                              | Dmytro Hrabovs'kyj              | 21º                             |                                 |                                 |                                 |
| 43                               | Luca Solari                      | R 2ª                             | 93                              | Andrij Hrivko                   | 57º                             |                                 |                                 |                                 |
| 44                               | Alberto Loddo                    | R 2ª                             | 94                              | Alessandro Proni                | 78º                             |                                 |                                 |                                 |
| 45                               | Mattia Gavazzi                   | R 5ª                             | 95                              | Oscar Gatto                     | 2º                              |                                 |                                 |                                 |
| 46                               | Elia Rigotto                     | 53º                              | 96                              | Leonardo Scarselli              | 65º                             |                                 |                                 |                                 |
| 47                               | Michele Scarponi                 | 15º                              | 97                              | Maksim Bel'kov                  | 76º                             |                                 |                                 |                                 |
| 48                               | Fabio Taborre                    | 87º                              | 98                              | Dario David Cioni               | 17º                             |                                 |                                 |                                 |